# تک‌چرخ
طبق این مهارت میتوان برروی یک چرخ حرکتهای فلکه یکپا رو زین یکپا رو اگزوز و جفت پا رو کیلومتر و دیگر حرکتهای نماشی را زد  و با توجه به ادرنالین ترشح شده در خون حس خوبی به دست اورد و هرساله بسیاری از استانتر ها سرتاسر ایران و جهان با بدست اوردن اسپانسر به کشورهای دیگر برای شرکت در رقابت ها میروند.

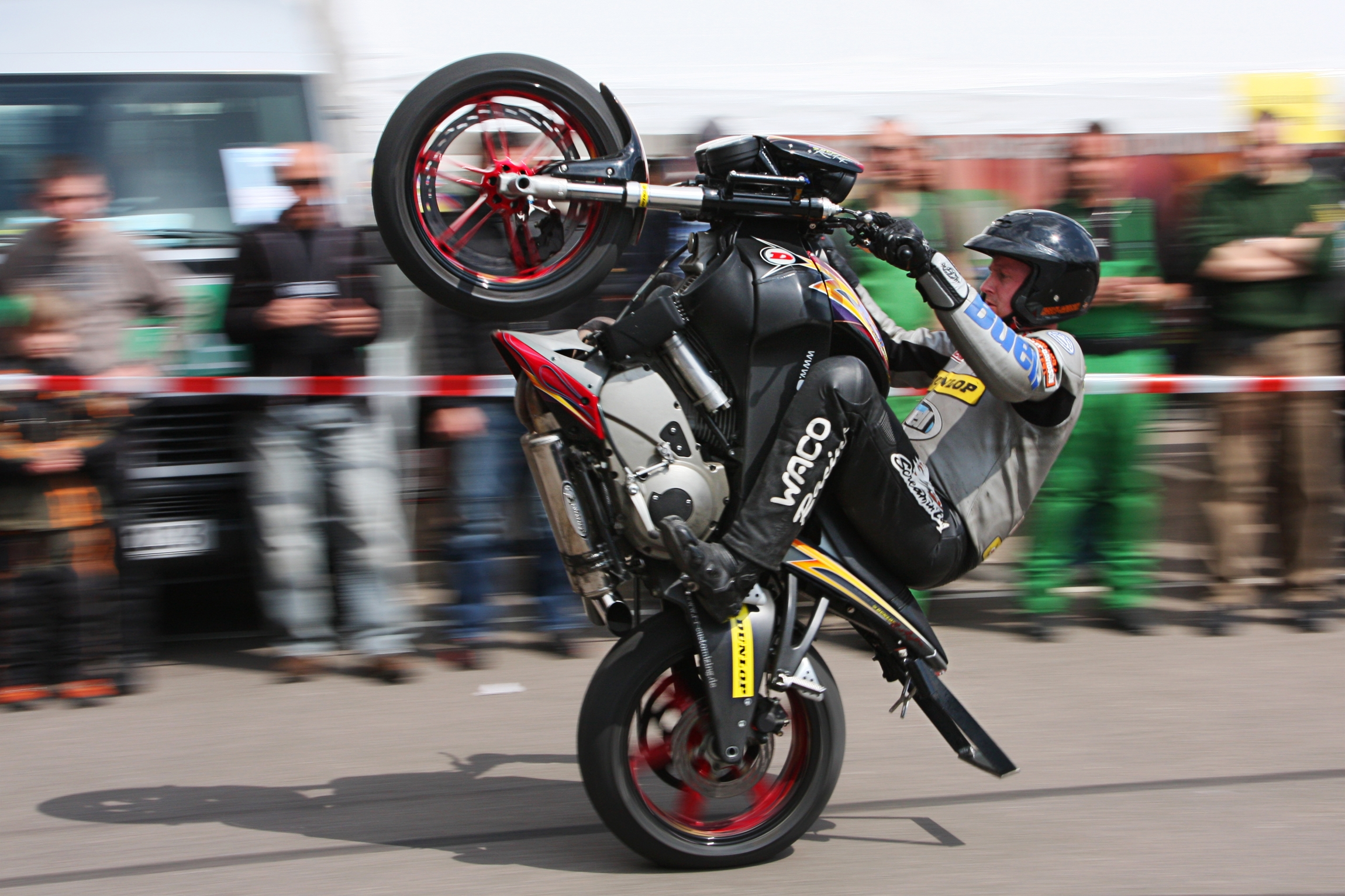

تک‌چرخ یک حرکت نمایشی است که موتورسواران،  دوچرخه‌سواران و  رانندگان  برخی از  خودروها به عنوان یک حرکت نمایشی انجام می‌دهند.

## نگارخانه

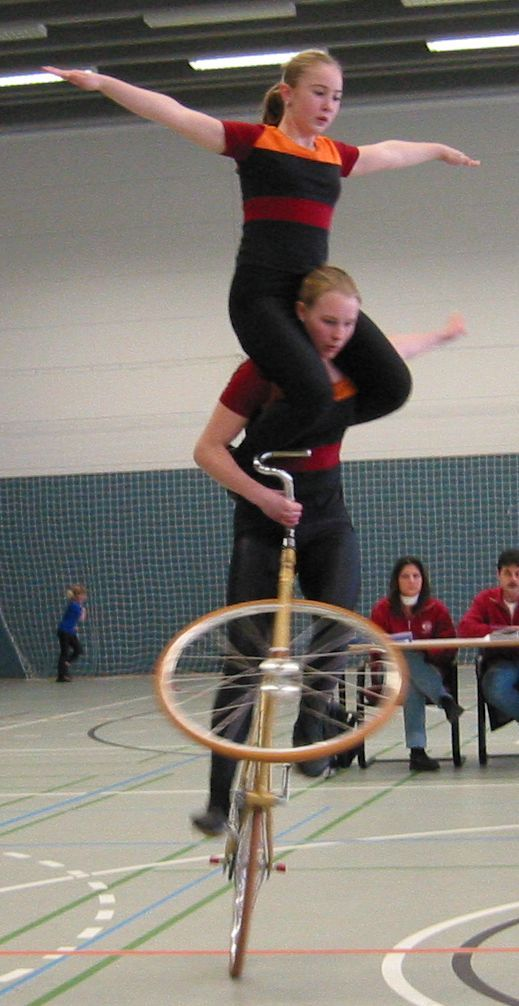
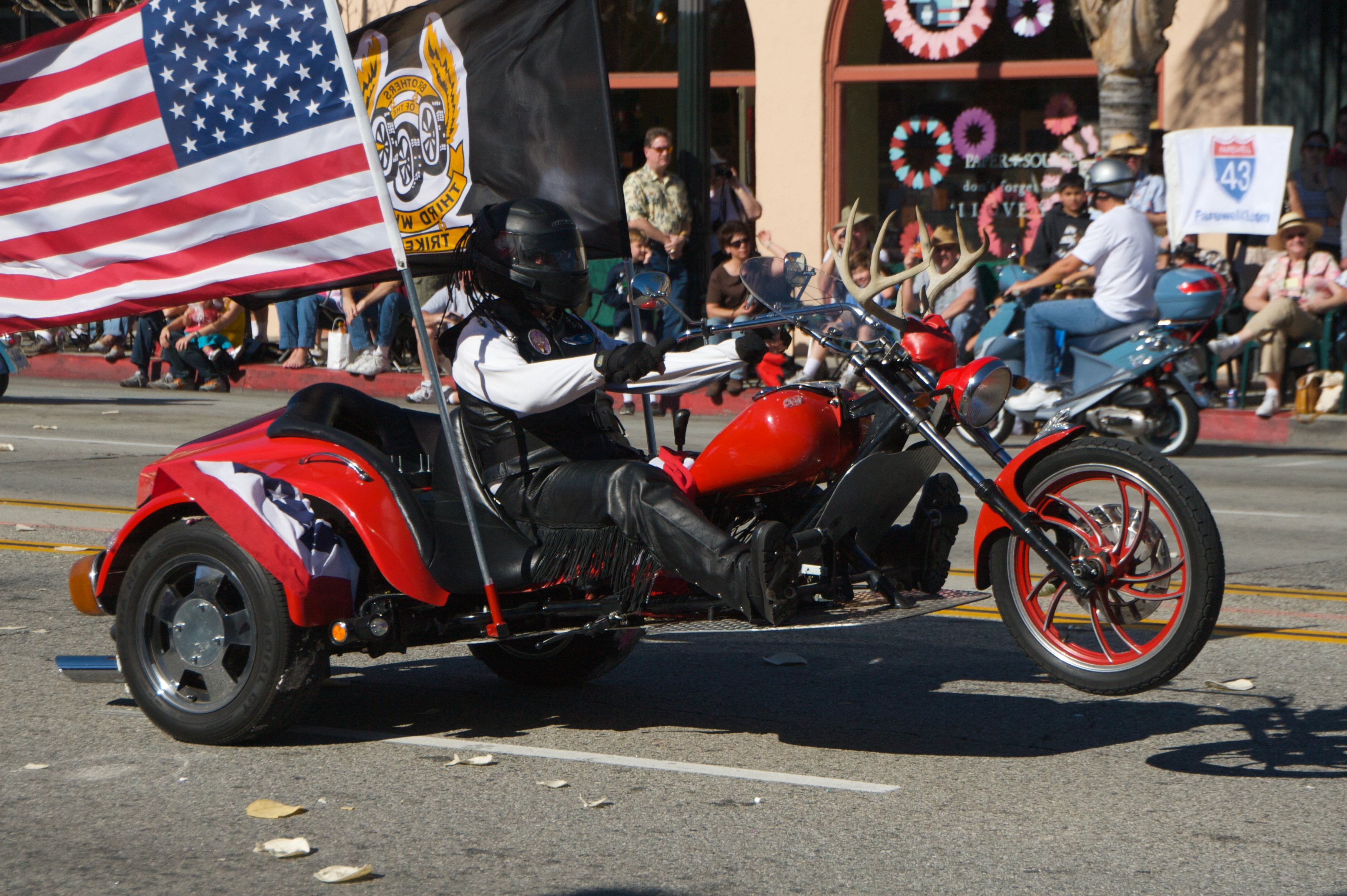
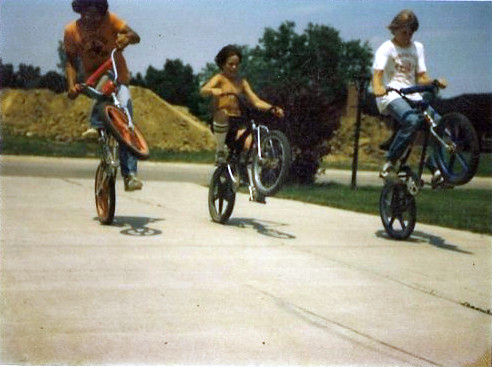
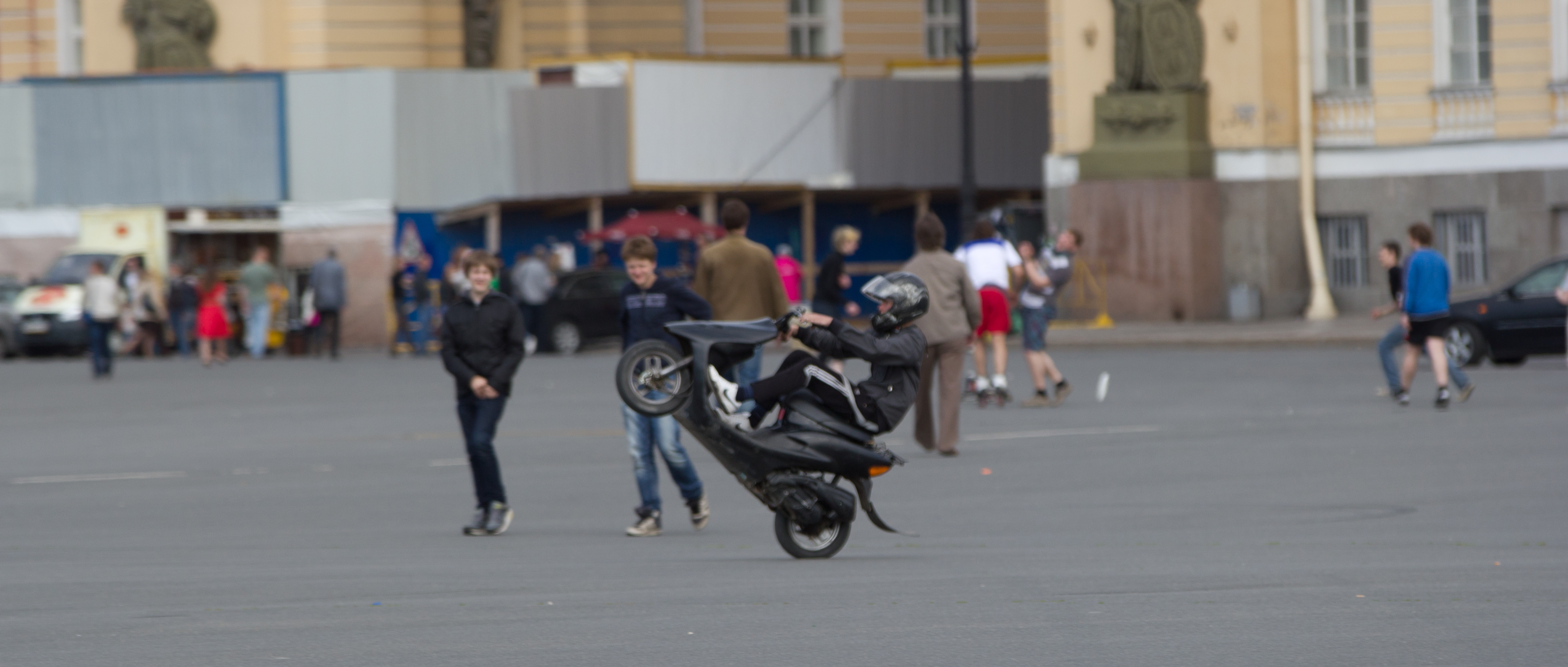
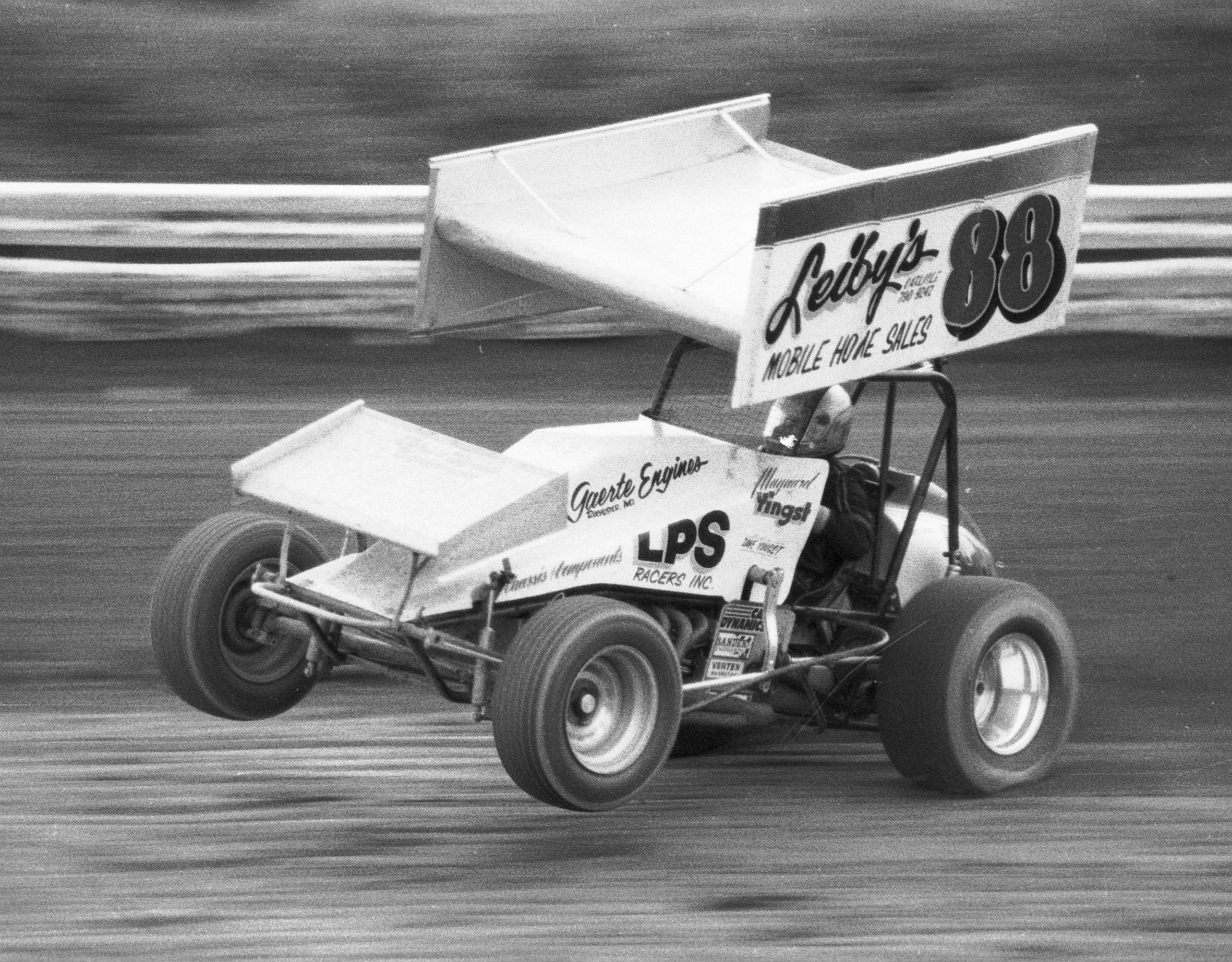
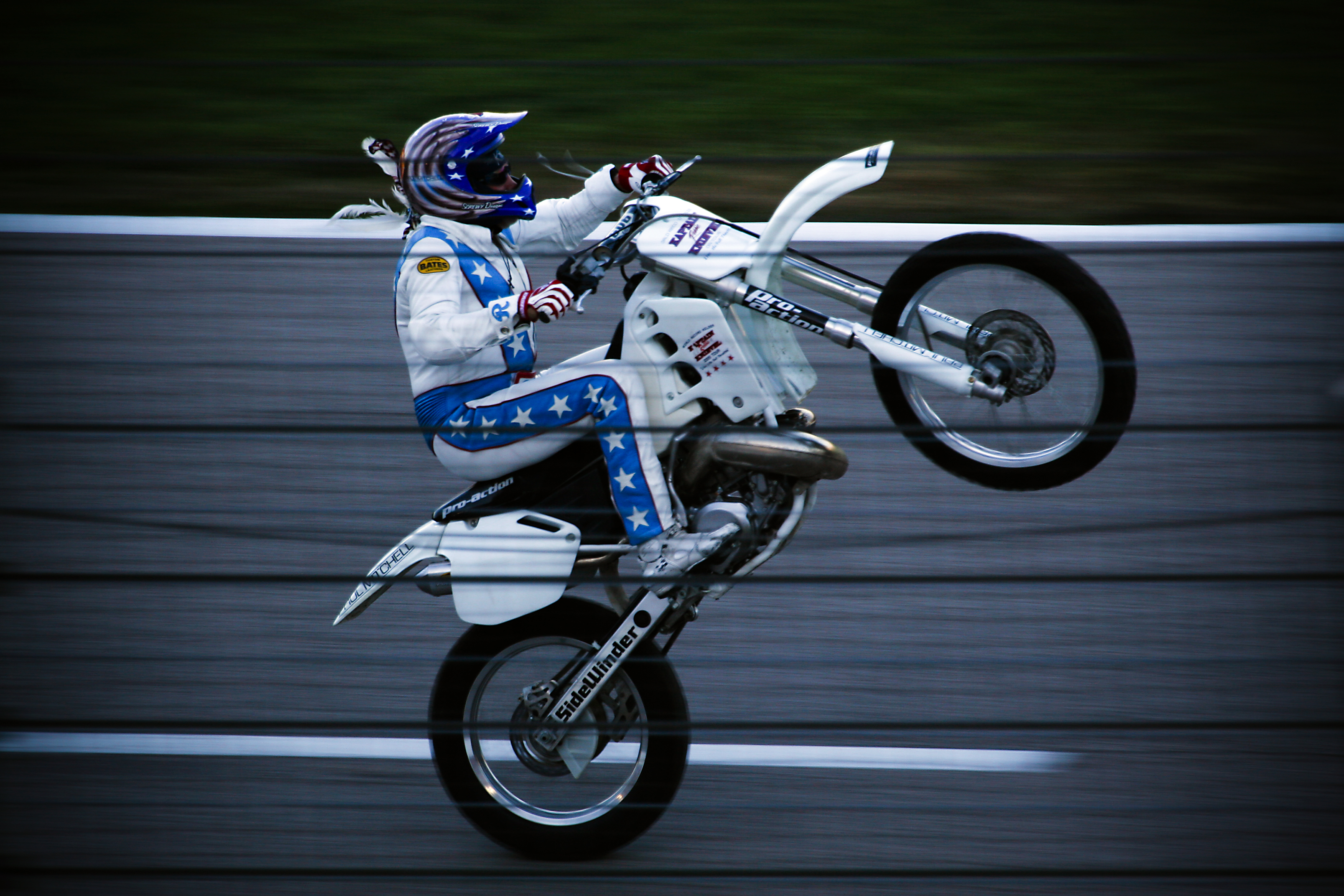
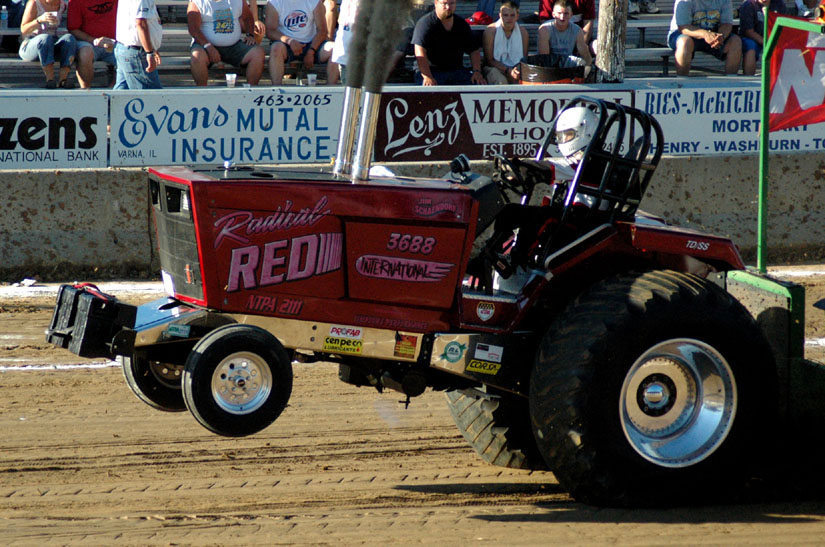